# Ister Reederei
Die Ister Reederei Gesellschaft mbH war ein Schifffahrtsunternehmen mit Sitz in Bremen. Die Reederei wurde als Gemeinschaftsunternehmen der österreichischen VÖEST mit der deutschen Schlüssel Reederei D. Oltmann & Co. gegründet. Dies diente dem verstaatlichten Stahlkonzerns einerseits dazu, den Beweis der Tauglichkeit von Stahlblechen, die mit dem neu auf den Markt gebrachten Linz-Donawitz-Verfahren erzeugt wurden, für den Schiffsbau zu erbringen. Andererseits standen Einsparungsgründe dahinter, um die eigenen Frachtkosten der umfangreichen überseeischen Rohstoffbezüge zu senken.

## Geschichte
Der Grundstein für die Ister Reederei wurde durch einen Vertrag vom 20. Februar 1956 zwischen der VÖEST-Geschäftsstelle Frankfurt und der Schlüssel Reederei D. Oltmann gelegt. Dabei wurde neben kaufmännischen Details auch festgelegt, dass die Schlüssel Reederei die Bereederung der geplanten Hochseeflotte übernehmen würde.
Nachdem im Jahr 1957 in der VÖEST mit der Konstruktion von Hochseeschiffen begonnen wurde, erfolgte am 15. Dezember 1958 der Stapellauf des ersten Schiffes Linzertor, dessen Zulassung durch den Germanischen Lloyd noch während der Bauzeit erteilt wurde. Am 2. März 1959 wurde das Schiff im Rahmen einer Probefahrt offiziell an die Reederei übergeben. Neben den Räumlichkeiten für die Besatzung waren auf der Linzertor auch Kabinen für weitere Passagiere vorgesehen: im Rahmen eines Sozialprogramms sollte es Beschäftigten des Linzer Stahlwerkes ermöglicht werden, Erholungsfahrten auf dem Schiff zu unternehmen.
Nach dem Erfolg des ersten Schiffes folgte am 24. Jänner 1961 mit der Wienertor die Indienststellung des zweiten Hochseeschiffes der Ister Reederei. Dessen Stapellauf fand am 15. November 1960 statt, Taufpatin war Maria Pittermann, Ehefrau von Bruno Pittermann (SPÖ), damals Vizekanzler der Regierung Raab IV. Auch auf diesem Schiff waren Kabinen für Werksangehörige der VÖEST vorgesehen.
Einen Rückschlag erhielt die Reederei am 20. Jänner 1966, als ihr drittes Schiff – die Kremsertor – im Ärmelkanal sank. Als Ersatz wurde ein viertes Schiff – die Buntentor – in Auftrag gegeben, das 1967 vom Stapel gelaufen ist.

### Eigentumsverhältnisse
Bei der Gründung der Gesellschaft hielt die VÖEST einen Anteil von 65 % an der Reederei, die restlichen 35 % verteilten sich auf die Gesellschafter der Schlüssel Reederei. Ende der 1970er Jahre zog sich die VÖEST jedoch zurück, 1987 wurde die Ister Reederei gänzlich zum Tochterunternehmen der Schlüssel Reederei.

### Seeflagge
Die Schiffe fuhren unter österreichischer Seeflagge nach §§ 1 und 2 Abs. 2 lit. c i. V. m. Abs. 3 Seeflaggengesetz. Dieses musste insbesondere im Zusammenhang mit den geplanten Hochseeaktivitäten der VÖEST erst geschaffen werden, worauf in der Regierungsvorlage vom 31. Mai 1957 dezidiert Bezug genommen wird:

„Die seit 1945 aufgetretenen bedeutenden Verschiebungen in der Richtung des österreichischen Außenhandels, die eine unerwartet große Steigerung des überseeischen Geschäftes und damit einen erhöhten Bedarf an Schiffsraum mit sich gebracht haben, änderte jedoch diese Situation grundlegend. Erhebliche Beträge werden alljährlich in ausländischer Währung für die Bezahlung der Seefrachten aufgewendet. Die VöEST allein muß zum Transport der amerikanischen Kohle und der überseeischen Erze jährlich etwa 50 Schiffe chartern, die zwischen den amerikanischen Kohlenbasen und den europäischen Bestimmungshäfen Bremen, Hamburg und Triest verkehren. Es ist daher der Gedanke, sie mit einer eigenen Werksflotte auszustatten und auf diese Weise vom internationalen Schiffsmarkt unabhängig zu machen, um so weniger abwegig, als auch bei deutschen und italienischen Hüttenwerken ähnliche Tendenzen zu beobachten sind und die Erfahrungen, die sie bereits in der Vorkriegszeit gemacht haben, als durchaus ausgezeichnet bezeichnet werden. Schon diese Tatsachen zeigen, daß man das Bemühen um eine österreichische Hochseeschiffahrt nicht ohne weiteres als Phantasterei von sich weisen darf.“

Ende der 1970er, als sich die VÖEST zurückgezogen hat, wurden die Schiffe aus Österreich ausgeflaggt und an die deutsche Reederei übergeben.

### Betriebene Schiffe
- 1959: Linzertor (Tragfähigkeit: 11.280 t)
- 1961: Wienertor (Tragfähigkeit: 16.250 t)
- 1962: Kremsertor (Tragfähigkeit: 18.100 t; 1966 gesunken)[10]
- 1967: Buntentor (Tragfähigkeit: 38.260 t; Ersatz für Kremsertor)